# NK Tomislav Donji Andrijevci
Nogometni klub Tomislav Donji Andrijevci hrvatski je nogometni klub iz Donjih Andrijevaca. 
Osnovan je 1922. godine pod imenom Olimpija.
Klub je osnovala grupa gimnazijalaca uz pomoć naprednih radnika bivše drvne industrije Našička. Prvi predsjednik kluba bio je Ivan Seletković, a službeno je registriran 1925. godine. Tijekom svog postojanja klub je nekoliko puta mijenjao službeno ime. Tako se 1929. godine klub zvao Cibalija, a dvije godine poslije preimenovan je u Slavonac. 1939. godine klub ponovno mijenja ime u Radnički koje će se zadržati do 1945-te, kada dobiva svoje najdugotrajnije ime Budućnost.
To se ime zadržalo sve do 1995. godine kada na gostujućoj utakmici u Vranovcima tragično pogiba jedan od najboljih igrača kluba Tomislav Buhač. U spomen na Tomislava klub mijenja ime u NK Tomislav, te ime stadiona u stadion Tomislav Buhač. 2006. godine klub zbog sponzorstva mijenja ime u NK PAN ali kako bi se vratio spomen na pokojnog Tomislava u sezoni 2010./2011. klub dodaje prefiks Tomislav.

## Vanjske poveznice
- NK Tomislav Pan Donji Andrijevci
- Profil, HNS Semafor